# San Sebastián (Spanje)

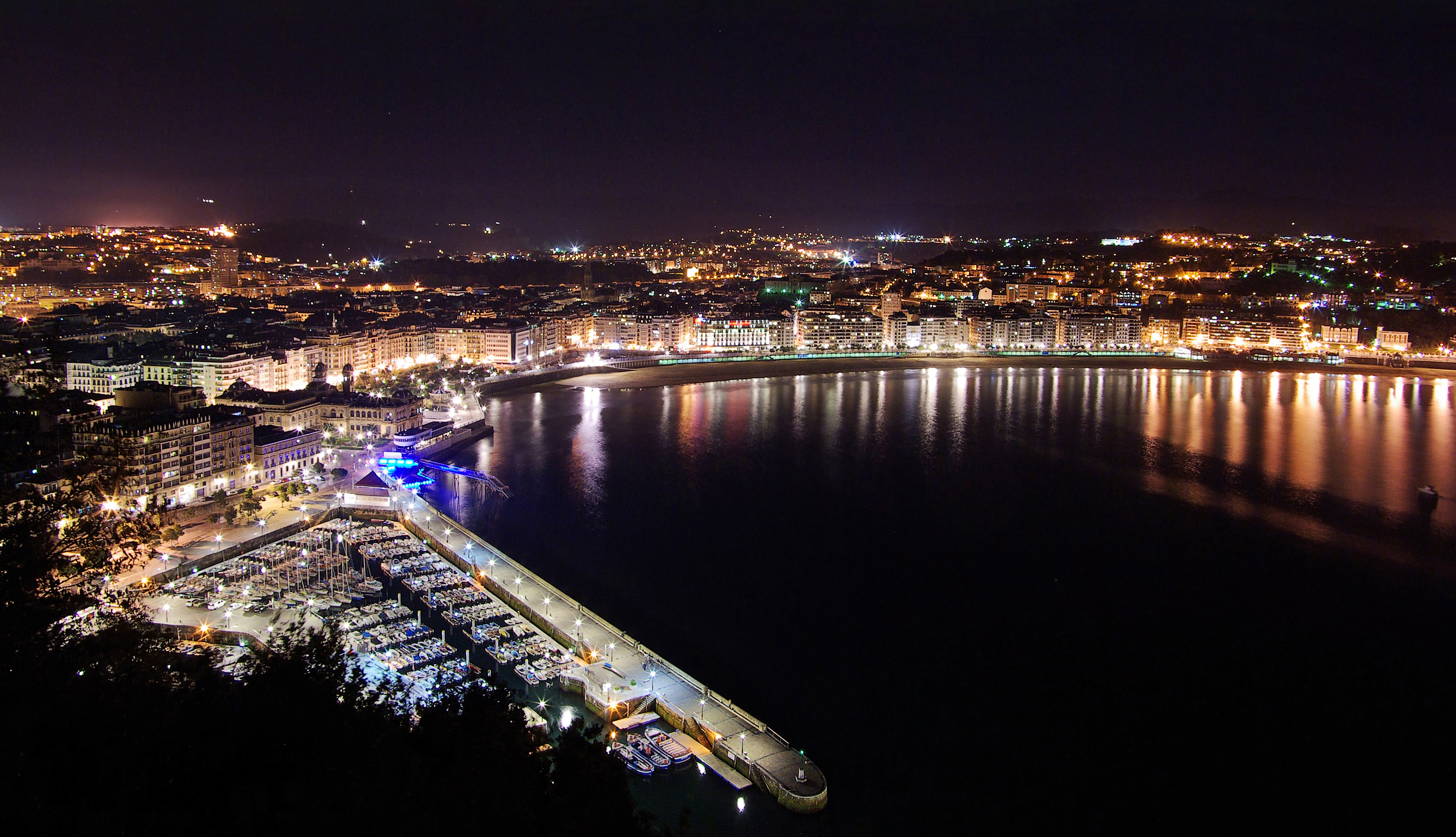
Zicht op San Sebastián

San Sebastián (Spaans) of Donostia (Baskisch) (officiële naam: Donostia-San Sebastián) is een stad en gemeente in de Spaanse autonome regio Baskenland, in het noorden van Spanje. Het is de hoofdstad van de provincie Gipuzkoa en had in 2019 een inwonertal van 187.415. De agglomeratie had in dat jaar een inwonertal van ongeveer 450.000 inwoners en was daarmee de achttiende agglomeratie van Spanje.
De stad ligt aan de Cantabrische Zee, dicht bij de grens met Frankrijk.

## Geschiedenis
Aan het eind van de 19e eeuw verkoos koningin Isabella II San Sebastián als zomerresidentie. Zij verbleef in het Paleis van Aiete dat in 1878 was gebouwd. Nadat zij het land moest ontvluchten en de troon overliet aan haar zoon, Alfons XII, bracht ook hij, met zijn vrouw koningin Maria Christina de zomers door in de stad. Ook na het overlijden van haar man bleef Maria Christina, nu regentes van Spanje, naar de stad komen en gaf opdracht tot de bouw van het Paleis van Miramar aan de rand van de baai La Concha. Onder haar invloed ontwikkelde San Sebastián zich tot een elegante badplaats, de voornaamste zomerbestemming voor de Spaanse aristocratie en bourgeoisie en zodoende ook tot een belangrijk vakantie-oord voor aristocratie van elders uit Europa. De stad groeide in deze tijd snel, met de aanleg van het uitbreidingsplan Ensanche de Cortázar dat deze elegantie moest weerspiegelen en waar veel gebouwen in art-nouveaustijl zijn opgetrokken. Dit deel zou zich later ontwikkelen tot het eigenlijke centrum van de stad, aangezien de oude binnenstad, Parte Zaharra, met zijn kleine, smalle straatjes, niet voldeed aan de eisen van een modern stadscentrum.

## Geografie

### Topografie
San Sebastián ligt aan een baai van de Golf van Biskaje, La Concha, en bij de monding van de rivier de Urumea. De binnenstad en het centrum van de stad liggen aan de zuidkant van de heuvel Urgull, ingeklemd tussen La Concha en de Urumea.
Het westen van de stad wordt gekenmerkt door La Concha, waarlangs twee stranden liggen: Playa de La Concha en Playa de Ondarreta. De opening van de baai aan de zeekant wordt omgeven door de heuvel Igueldo in het westen, de Urgull in het oosten, en in het midden van de opening ligt het eilandje Santa Clara.
In het oosten van de stad ligt op de rechteroever van de monding van de rivier de Urumea. Over deze rivier liggen een aantal monumentale bruggen. Vanaf de monding gezien zijn dat de Puente de Zurriola, Puente de Santa Catalina, Puente de María Cristina en Puente de Mundaiz.
Nog verder naar het oosten ligt de heuvel Ulía, en tussen deze heuvel en de rivier bevinden zich het strand Playa de Zurriola en de wijk Gros.

### Districten en wijken
San Sebastiaan is administratief ingedeeld in 17 districten, die elk weer bestaan uit een aantal buurten en wijken.
Het meest centrale district is Centro, dat weer bestaat uit verschillende wijken:
- Parte Zaharra
- Ensanche de Cortázar
- Amara
- Mirakontxa
- San Roque

### Klimaat

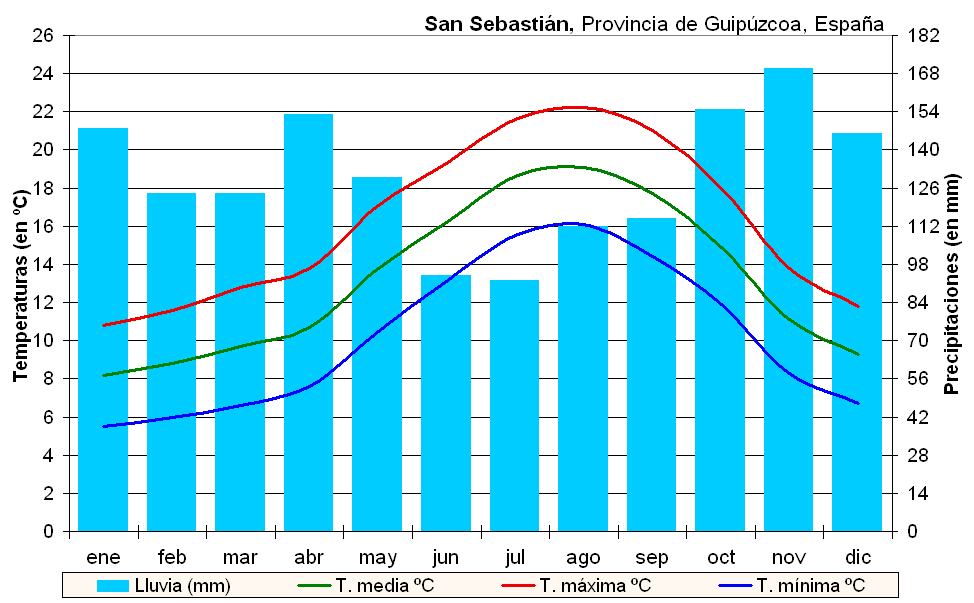
Klimaatdiagram voor San Sebastián

San Sebastián heeft een gematigd zeeklimaat (Cfb) volgens de klimaatclassificatie van Köppen, met een grote hoeveelheid neerslag. Met een jaarlijks gemiddelde van 1505 mm is het een van de natste steden van Spanje. De herfst is het natste seizoen, in de zomer valt er wat minder. Door het gematigde klimaat valt er weinig sneeuw: gemiddeld tussen de 1 en 3 dagen per jaar, met tussen de 5 en 10 dagen per jaar vorst.
De temperaturen zijn zacht en gematigd, met een gemiddelde van 15 ºC, hoewel de gevoelstemperatuur door de hoge luchtvochtigheid hoger kan liggen in de zomer, en lager in de winter. De maximale temperatuur ooit gemeten in de stad is 39 ºC; de laagste temperatuur was -12,1 ºC.
Op dagen met een zuidenwind kunnen er door het föhneffect temperaturen ontstaan tot 20 ºC in de winter en bijna 40 ºC in de zomer, de luchtvochtigheid daalt dan ook aanzienlijk. Dit duurt niet langer dan een paar uur of hooguit een paar dagen, als de wind plotseling naar het noordwesten draait en met veel wind koude, vochtige lucht aanvoert, ook wel bekend als de galerne.
Bij de aanvoer van koude lucht uit het noordoosten is San Sebastián de eerste stad in Spanje om dat te merken, door de nabijheid van Frankrijk en de omstandigheid dat die koude lucht niet over de zee gaat en zo niet opgewarmd wordt.
| Maand                          | jan   | feb   | mrt  | apr  | mei  | jun  | jul  | aug  | sep  | okt  | nov  | dec  | Jaar  |
| ------------------------------ | ----- | ----- | ---- | ---- | ---- | ---- | ---- | ---- | ---- | ---- | ---- | ---- | ----- |
| Hoogste maximum (°C)           | 21,0  | 25,6  | 28,0 | 30,5 | 33,2 | 38,0 | 39,0 | 38,6 | 36,3 | 30,0 | 25,6 | 22,0 | 39,0  |
| Gemiddeld maximum (°C)         | 11,0  | 11,5  | 13,4 | 14,5 | 17,7 | 20,0 | 21,8 | 22,5 | 21,1 | 18,5 | 14,0 | 11,6 | 16,5  |
| Gemiddelde temperatuur (°C)    | 8,5   | 8,7   | 10,3 | 11,3 | 14,4 | 16,9 | 18,9 | 19,5 | 18,0 | 15,5 | 11,3 | 9,1  | 13,5  |
| Gemiddeld minimum (°C)         | 5,9   | 5,9   | 7,2  | 8,1  | 11,1 | 13,8 | 16,0 | 16,5 | 14,8 | 12,4 | 8,7  | 6,6  | 10,6  |
| Laagste minimum (°C)           | −10,0 | −12,1 | −5,5 | −0,4 | 1,6  | 6,1  | 9,4  | 9,4  | 8,0  | 0,8  | −3,4 | −8,4 | −12,1 |
|                                |       |       |      |      |      |      |      |      |      |      |      |      |       |
| Neerslag (mm)                  | 141   | 110   | 113  | 138  | 120  | 90   | 86   | 117  | 111  | 159  | 169  | 151  | 1.505 |
| Zonuren (uur/dag)              | 3,1   | 3,8   | 4,6  | 5,2  | 5,8  | 6,3  | 6,3  | 6,1  | 6,0  | 4,5  | 3,4  | 3    | 4,8   |
| Regendagen (dag)               | 13,2  | 11,6  | 12,4 | 13,4 | 12,2 | 10,6 | 9,8  | 10,5 | 10,1 | 11,8 | 13,0 | 12,4 | 141   |
| Relatieve luchtvochtigheid (%) | 75    | 74    | 74   | 77   | 78   | 82   | 82   | 83   | 79   | 75   | 76   | 75   | 77,5  |
| Bron: AEMET                    |       |       |      |      |      |      |      |      |      |      |      |      |       |

## Bevolking
In 2019 had Donostia-San Sebastián een inwonertal van 187.415. De agglomeratie had in dat jaar een inwonertal van ongeveer 450.000 inwoners en was daarmee de achttiende agglomeratie van Spanje.
Bevolkingscijfers in duizendtallen. Annexaties: Zubieta (1857), Igueldo (1877), Alza (1940) en Astigarraga (1950, in 1991 weer zelfstandig). Bron: INE; 1857-2011: volkstellingen.

## Bestuurlijke indeling
De gemeenteraad en de burgemeester van de stad houden kantoor in het stadhuis.
De gemeente Donostia-San Sebastián is ingedeeld in districten, die op hun beurt weer onder te verdelen zijn in wijken en buurten die echter geen administratieve betekenis hebben.

## Economie
Het toerisme is een belangrijke bron van inkomsten in de stad. Sinds aan het eind van de 19e eeuw de Spaanse monarchie de stad verkoos als zomerresidentie, heeft zij zich ontwikkeld tot een chique badplaats, met name onder invloed van koningin Maria Cristina. Getuigen hiervan zijn een aantal deftige hotels, zoals het Hotel Maria Cristina en het Hotel Londres, het stadhuis dat ooit als casino is gebouwd, en het kuuroord La Perla. Het strandtoerisme en andere vormen van toerisme verbonden met de zee zijn sindsdien een belangrijke sector gebleven in de economie van de stad. Ook komen er elk jaar veel bezoekers af op culturele evenementen, zoals het Internationaal filmfestival van San Sebastian, het Jazzfestival van San Sebastian en de Quincena musical.

## Verkeer en vervoer

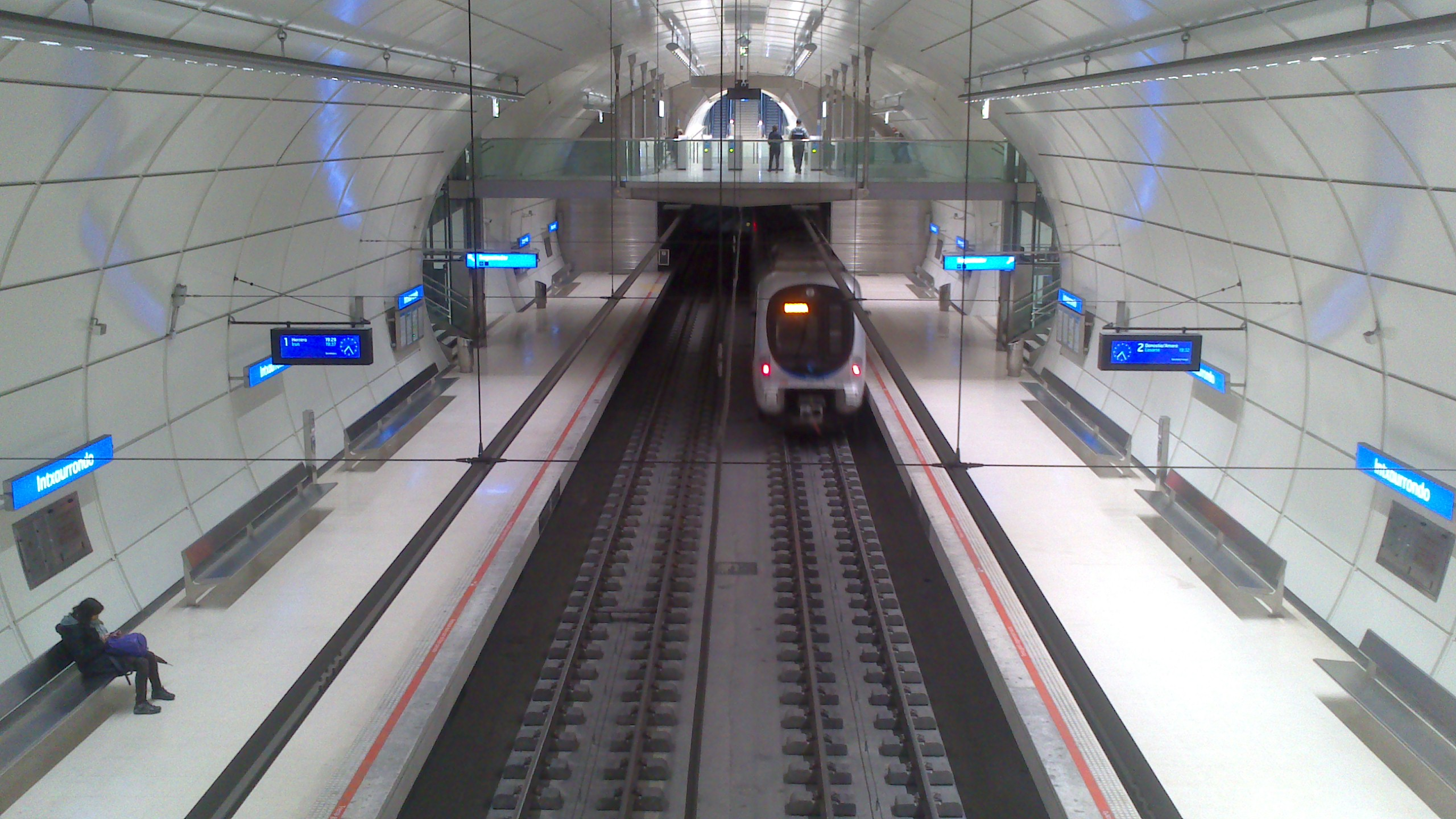
Station Intxaurrondo (Euskotren)

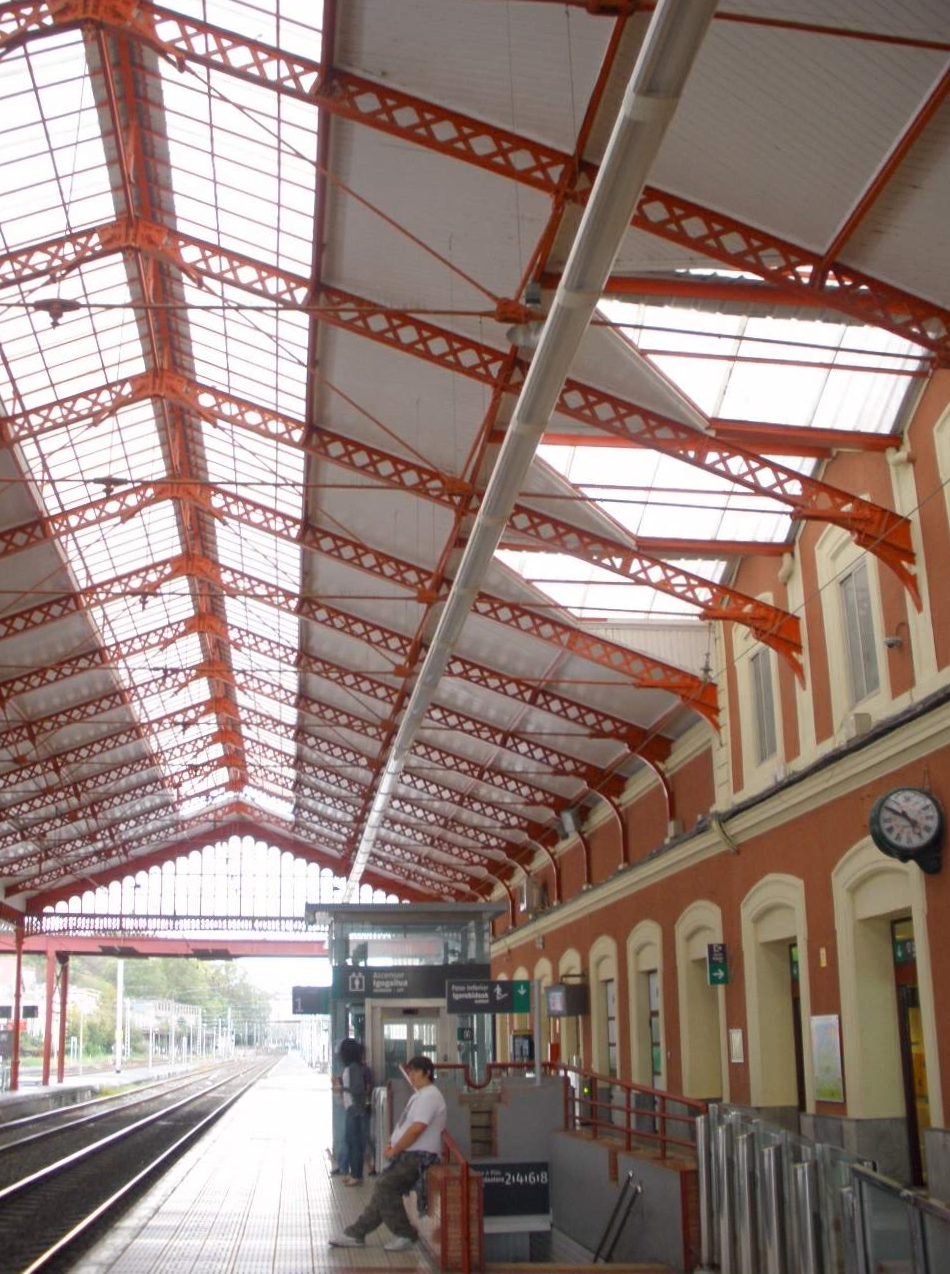
Hoofdstation van de stad

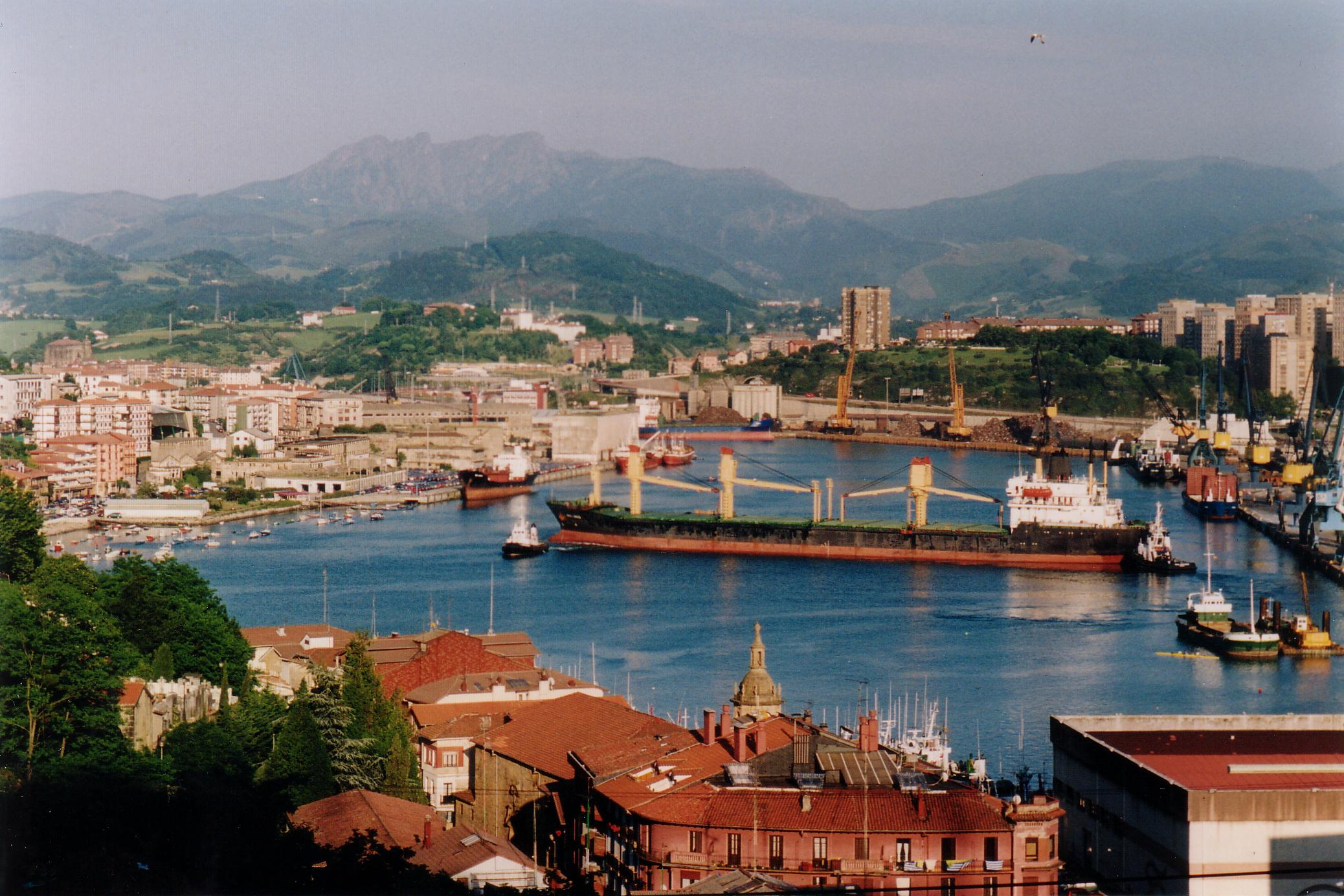
De haven van Pasaia

### Openbaar vervoer

#### Voorstadsspoorwegen
San Sebastián beschikt over twee systemen van voorstadsspoorwegen door de verschillende spoorbreedtes. Die op smalspoor (Topo) wordt omgebouwd met ondergrondse trajecten onder de stad, en werd gedurende enkele jaren "metro" genoemd.

##### Cercanías
Cercanías San Sebastian is een voorstadstrein die de stad verbindt met het zuiden en het oosten van de agglomeratie. Deze biedt in het oosten op meerdere stations de mogelijkheid over te stappen op de Topo. Om de aansluiting tussen het westen en het zuiden te verbeteren is er besloten tot de aanleg van het overstapstation Riberas de Loiola.

##### Topo
De Topo (San Sebastian) is een meterspoorlijn die sinds 1912 het stadscentrum verbindt met het oosten, tot net over de Franse grens. Deze lijn wordt uitgebaat door de regionale spoorwegmaatschappij Euskotren en werd tussen 2012 en 2017 officieel "Metro Donostialadea" genoemd. Sinds 2017 is de officiële benaming "Topo". Nadat al enkele verbeteringen  waren gerealiseerd in 1993 (opening tunnel met ondergronds station Anoeta ter vervanging van de bovengrondse lijn), 1998 (opening zijlijn naar Lasarte) en 2005 (opening dubbelsporige tunnel met het ondergrondse station Lugaritz ter vervanging van de bovengrondse enkelsporige lijn), zijn in het tweede decennium van de 21e eeuw grote projecten gestart die de lijn steeds meer het karakter van een ondergrondse metro zullen geven. De belangrijkste daarvan is een tunnel onder de binnenstad van San Sebastian die het  kopstation Amara zal vervangen. De werkzaamheden daarvoor zijn in 2017 gestart en zouden in 2026 gereed moeten komen.

#### Bus
Er is ook een fijnmazig netwerk van stadsbussen, dat zowel de buitenwijken met het centrum verbindt als de buitenwijken onderling.

### Wegvervoer
Door de ligging nabij de Franse grens, is de omgeving van de stad een belangrijk knooppunt van wegen geweest, hoewel deze wegen tot de aanleg van de N-I niet door de stad kwamen, maar ten zuiden van de stad liepen, door Hernani en Astigarraga, om bij Irun over de grens te gaan.
De belangrijkste autopista's die naar of langs San Sebastián gaan, zijn de AP-1 uit de richting van Madrid, Burgos en Vitoria-Gasteiz, en de AP-8, tussen Bilbao en de Franse grens, waar die weg aansluit op de Franse snelweg A63 naar Bayonne en Bordeaux. Een andere belangrijke verbinding is de autovía A-15 in de richting van Pamplona.
De stad heeft twee ringwegen: een gevormd door de AP-1 en AP8, en een andere, dichter bij de stad, de GI-20. De belangrijkste invalswegen van de stad zijn de GI-11, GI-21 en GI-41.

### Spoorwegen
Op het hoofdstation van de stad stoppen tevens middellange en lange afstandstreinen die de stad verbinden met steden als Madrid, Barcelona, Zaragoza en Pamplona, en via een overstap in het station van de Franse grensplaats Hendaye is San Sebastián verbonden met steden in Frankrijk als Bayonne, Bordeaux en Parijs. Deze overstap is noodzakelijk omdat het Spaanse spoorwegnet over een andere spoorbreedte rijdt dan het Europese normaalspoor, namelijk over Iberisch breedspoor. De maatschappij EuskoTren verbindt de stad met een stoptrein over meterspoor met Bilbao.
In de toekomst zal San Sebastián aangesloten worden op het Spaanse hogesnelheidsnetwerk door middel van wat de Baskische Y wordt genoemd. Er is reeds begonnen met de aanpassing van het hoofdstation om ook hogesnelheidstreinen te kunnen ontvangen. De stad zal door middel van hogesnelheidstreinen verbonden zijn met de andere Baskische provinciehoofdsteden Bilbao en Vitoria-Gasteiz, en verder met Madrid en Burgos. De hogesnelheidslijn, die wel over normaalspoor rijdt, zal direct aangesloten worden op het Franse spoorwegnet in Hendaye, zodat overstappen aan de grens niet langer nodig is en de treinen in een keer door kunnen rijden naar Bordeaux, Tours en Parijs.

### Scheepvaart
De kleine haven van San Sebastian biedt ruimte aan pleziervaart en een klein vissersvlootje. Goederen worden verscheept in de haven van Pasaia, een natuurlijke haven aan een ría (fjord), zo'n 5 kilometer ten oosten van de stad. De wijk Herrera in het district Altza ligt aan deze ría, maar de belangrijkste havenactiviteiten vinden plaats op het grondgebied van de gemeentes Pasaia, Lezo en Errenteria. Een belangrijk deel van de activiteiten van de haven houden verband met de staalindustrie in de omgeving en de auto-industrie verder landinwaarts, en ook wordt er veel verscheept voor de auto-industrie in Pamplona, Vitoria en Figueruelas.
De haven is aangesloten op het Spaanse spoorwegnet bij het station Pasaia, en heeft goede en korte ontsluitingswegen naar de GI-20, de rondweg van de stad.

### Vliegveld
Het dichtstbijzijnde vliegveld (Aeropuerto de San Sebastián) bevindt zich op 22 kilometer van de stad, in de gemeente Hondarribia. Het beschikt over een enkele landingsbaan en een kleine terminal. Het is enkel over de weg te bereiken; volgens studies is een eventuele aftakking van de Topo (San Sebastian) van Euskotren naar het vliegveld niet rendabel.

## Religie
San Sebastián is de zetel van het bisdom San Sebastian dat suffragaan is aan het aartsbisdom Pamplona en Tudela. In de stad bevindt zich zodoende de kathedraal van dit bisdom, en daarnaast is er de Basiliek van de Heilige Maria van het Koor in de wijk Parte Zaharra, de "oude stad". Sinds 9 januari 2010 is José Ignacio Munilla bisschop.

## Cultuur

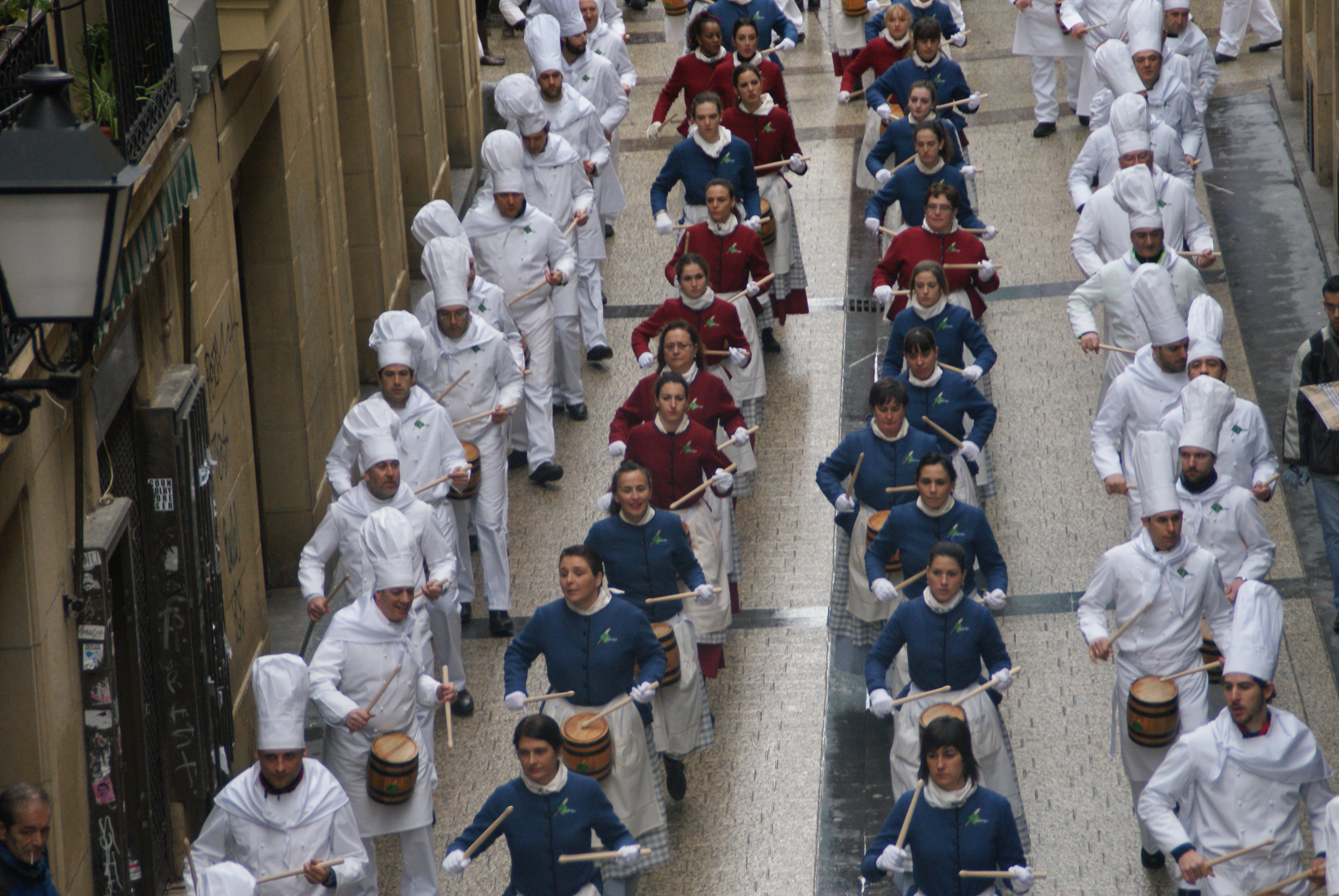
Optocht van tamboers tijdens de tamborrada

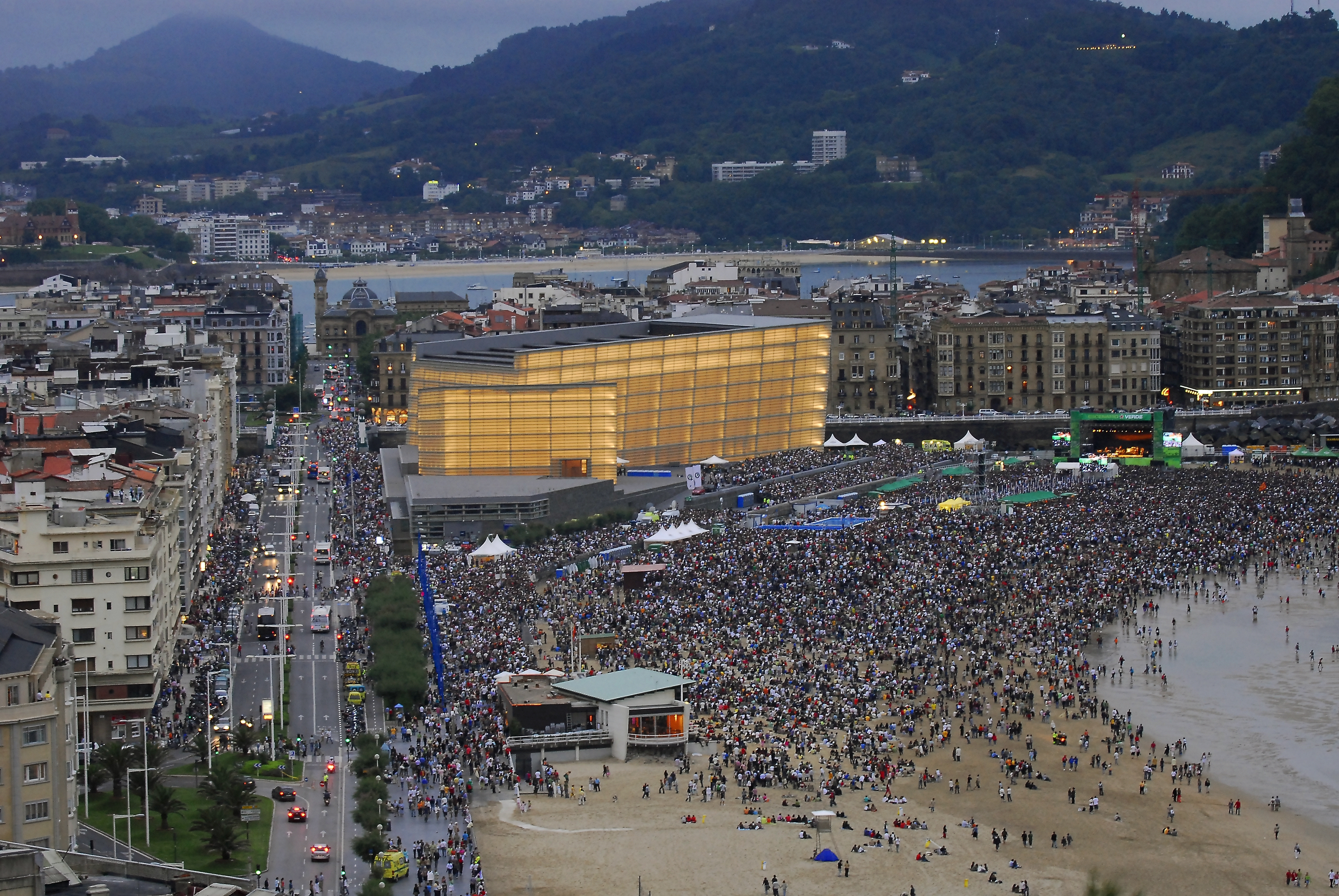
Gratis concert op het Playa de Zurriola tijdens het jazzfestival

Het belangrijkste feest van de stad, de Tamborrada, vindt elk jaar plaats op 20 januari, de naamdag van de patroonheilige van de stad, de Heilige Sebastiaan. Die dag zijn er optochten van tamboers door de hele stad. De feestdag wordt sinds de 16e eeuw gevierd; de traditie dit te doen met groepen tamboers stamt uit de eerste helft van de 19e eeuw. Het verloop van het evenement is volledig vastgelegd in regels en tradities. Om middernacht op 19 januari wordt de vlag gehesen op de Plaza de la Constitución. Gedurende de 24 uur die daarop volgen, trekken groepen tamboers met een vaste samenstelling en opbouw door de stad. Daarbij mag slechts een beperkt aantal stukken worden opgevoerd. Om middernacht op 20 januari wordt vervolgens de vlag ritueel weer gestreken. Het is het belangrijkste volksfeest in de stad en de eerste akte van de winterfeesten, die eindigen met carnaval.
Het centrum van het culturele leven in de stad is het Teatro Victoria Eugenia. Een andere belangrijke locatie is het Kursaal. Het San Telmo Museoa is een kunst- en archeologiemuseum.

### Festivals
San Sebastián heeft een volle agenda met jaarlijks terugkerende evenementen, waarvan enkelen een wereldwijde bekendheid genieten. Het bekendste daarvan is het Internationaal filmfestival van San Sebastian, dat sinds 1953 ieder jaar in september plaatsvindt. Het is een is door de FIAPF erkend A-categorie filmfestival, en behoort daarmee tot de belangrijkste filmfestivals ter wereld. Elk jaar komt er een groot aantal beroemde filmmakers naartoe en gaan er films in première. Voor de Spaanse filmindustrie is dit het belangrijkste jaarlijkse evenement. De prijzen die op het festival worden uitgereikt zijn de Concha de Oro ("gouden schelp") voor de beste film, een aantal Conchas de Plata ("zilveren schelpen"), voor de beste acteur, actrice en regisseur, en nog een aantal prijzen.
Elk jaar in de maand augustus is er de Quincena Musical de San Sebastián, een belangrijk festival voor klassieke muziek, waarin opera's en balletten een centrale rol hebben, maar waar ook vele andere muziekstukken worden opgevoerd. Het festival wordt sinds 1939 georganiseerd. Het was het eerste in zijn soort in Spanje en een van de eerste ter wereld.
Sinds 1966 is er jaarlijks in de derde week van juli gedurende vijf dagen het jazzfestival van San Sebastian. Ook dit festival geniet wereldwijde faam en is een ontmoetingsplaats voor beroemde en minder bekende jazzartiesten. Sinds 1994 wordt op het festival de Premio Donostiako Jazzaldia uitgereikt aan een artiest met grote betekenis voor de jazz en met invloed op de nieuwe generaties. In 2011 is deze prijs aan de Belgische artiest Toots Thielemans gegeven.
Deze drie festivals spelen zich verspreid over de hele stad af, maar voor alle drie zijn het Teatro Victoria Eugenia en het Kursaal centrale locaties.

## Sport
De stad is de thuisbasis van de voetbalclub Real Sociedad. De club speelt haar wedstrijden in het Estadio Anoeta.
Elk jaar wordt rond San Sebastián de internationale wielerwedstrijd Clásica San Sebastián gehouden. Daarnaast organiseerde San Sebastián in 1965 en in 1997 het wereldkampioenschap wielrennen. Verder is San Sebastián drie keer etappeplaats geweest in de Ronde van Frankrijk. In 1949 won Louis Caput er, bij de Grand Départ in 1992 wonnen Miguel Indurain en Dominique Arnould er en in 2023 passeerde Victor Lafay als eerste de streep. Naast wielrennen op de weg vonden er in 1965 en 1973 ook de WK op de baan plaats op de wielerbaan van Anoeta.

## Partnersteden
- Batoemi, Georgië
- Wiesbaden, Duitsland
- Plymouth, Engeland
- Reno, Verenigde Staten

## Geboren in San Sebastián
- Pedro Celestino Negrete (1777-1846), Spaans-Mexicaans politicus/militair
- Pío Baroja (1872-1956), schrijver
- José Maria Usandizaga (1887-1915), pianist/componist
- Pablo Sorozábal Mariezcurrena (1897–1988), componist/dirigent
- Eduardo Chillida (1924-2002), kunstenaar
- Txillardegi (1929-2012), politicus, linguïst en schrijver.
- Fernando Savater (1947), filosoof
- Javier Urruticoechea (1952-2001), voetballer
- Luis Arconada (1954), voetballer
- Alberto Iglesias (1955), componist van filmmuziek
- Julio Médem (1958), filmregisseur
- Pello Ruiz Cabestany (1962), wielrenner
- José Luis Arrieta (1971), wielrenner
- José Alberto Martínez (1975), wielrenner
- Aritz Aduriz (1981), voetballer
- Mikel Arteta (1982), voetballer
- Xabi Prieto (1983), voetballer
- Elixabete Sarasola (1991), voetbalster (doel)
- Joseba Zaldúa (1992), voetballer
- Kenan Kodro (1993), voetballer
- Aritz Elustondo (1994), voetballer
- Lucas Eguibar (1994), snowboarder
- Álvaro Odriozola (1995), voetballer
- Martín Zubimendi (1999), voetballer
- Hugo Guillamón (2000), voetballer
- Ander Barrenetxea (2001), voetballer
- Jon Martín (2006), voetballer

## Galerij

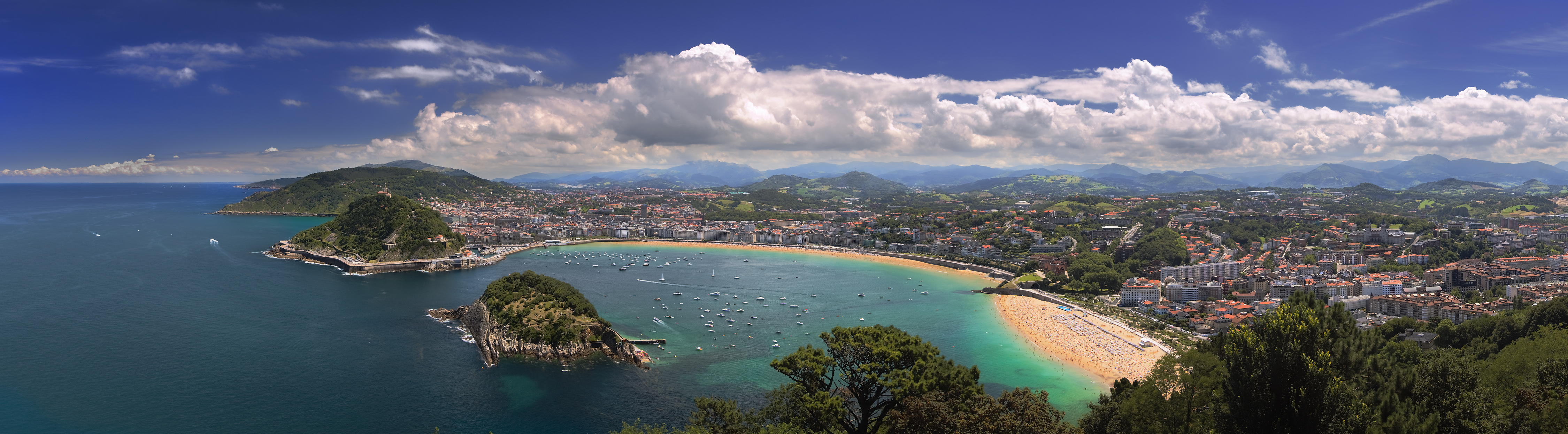
De baai van San Sebastián

Albacete · Alicante · Almería · Ávila · Badajoz · Badalona · Barcelona · Bilbao · Burgos · Cáceres · Cádiz · Cartagena · Castelló de la Plana · Ceuta · Ciudad Real · Córdoba · A Coruña · Cuenca · Elche/Elx · Gijón · Girona · Granada · Guadalajara · L'Hospitalet de Llobregat · Huelva · Huesca · Jaén · Jerez de la Frontera · León · Lleida · Logroño · Lugo · Madrid · Málaga · Melilla · Mérida · Móstoles · Murcia · Oviedo · Ourense · Palencia · Palma · Las Palmas de Gran Canaria · Pamplona · Pontevedra · Sabadell · Salamanca · San Sebastián · Santa Cruz de Tenerife · Santander · Santiago de Compostella · Segovia · Sevilla · Soria · Tarragona · Terrassa · Teruel · Toledo · Valencia · Valladolid · Vigo · Vitoria-Gasteiz · Zamora · Zaragoza